# Elaeocarpus rubidus
Elaeocarpus rubidus är en tvåhjärtbladig växtart som beskrevs av Kanehira. Elaeocarpus rubidus ingår i släktet Elaeocarpus och familjen Elaeocarpaceae. Inga underarter finns listade i Catalogue of Life.